# Série 81-740/81-741

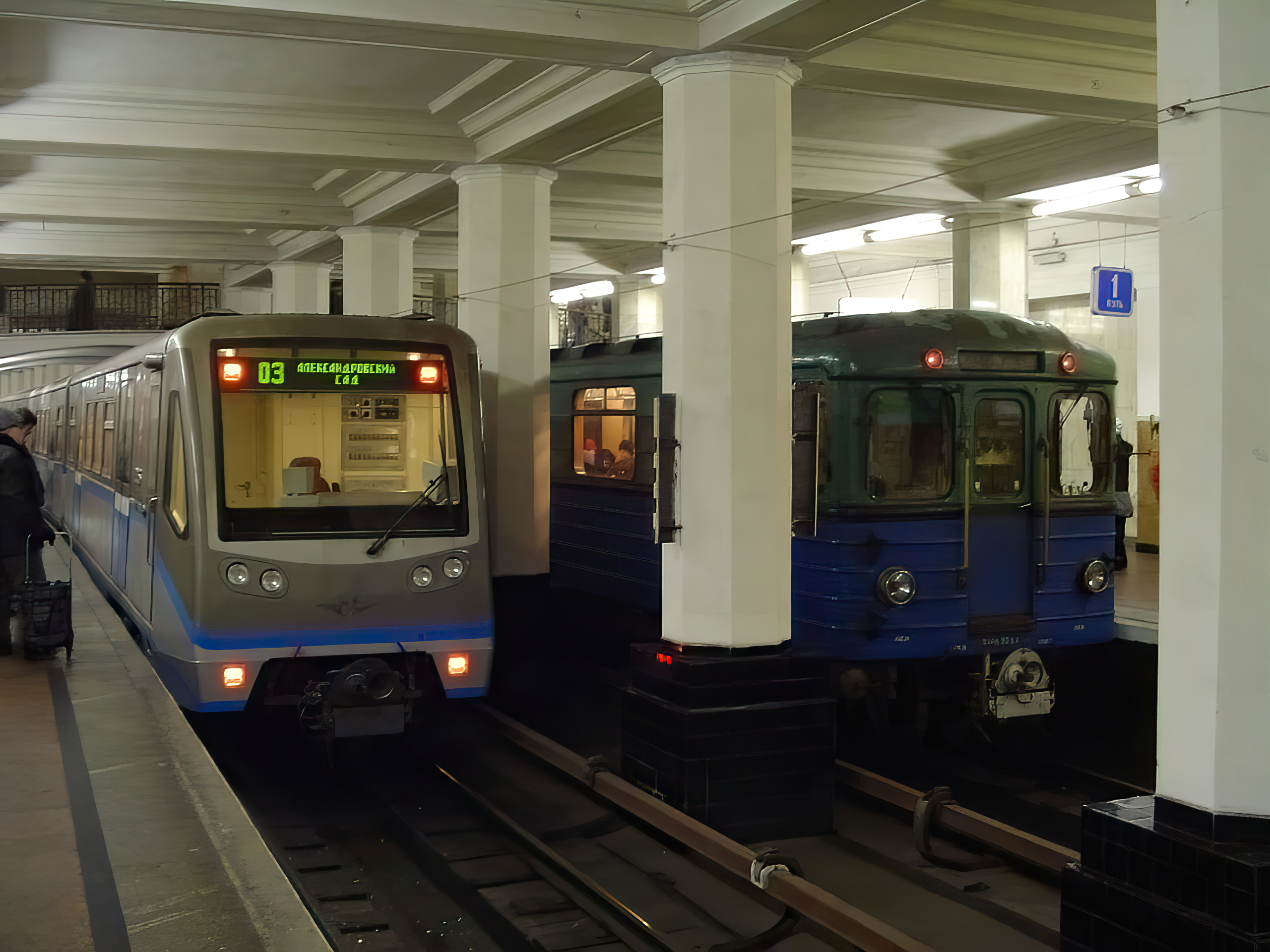
Rames de la série 81-740/741 (à gauche) et E à la station Alexandrovski Sad.

La série 81-740/81-741 sont des rames de métro construites par Metrowagonmash depuis 2003. En 2016, elles constituent 33 % du matériel roulant du métro de Moscou  (lignes 3, 4, 5 et  12), 63 % du matériel roulant du métro de Kazan et 77 % du matériel roulant du métro de Sofia (lignes 1 et 2),

## Caractéristiques
Les rames fonctionnent en 825 V DC et disposent de quatre moteurs AC asynchrones. Chaque voiture est composée de 2 sections articulées, et mesure 28,15 m de long par 2,7 m de large et 3,57 m de haut. Elles intègrent aussi de nouvelles technologies, telles que l'intercirculation entre les voitures à l'aide de soufflets, le pilotage automatique ou encore de petits écrans tactiles dans les cabines conducteur. Elles existent en deux écartements : 1520 mm (Moscou) et 1435 mm (Sofia).

## Accidents
-Le 15 juillet 2014 vers 8 heures 50, une rame déraille sur la ligne 3 du métro de Moscou. Le bilan est lourd : on compte 21 morts et plus de 200 blessés.